# 寶兒 (Popu Lady)
吳昀廷（1990年1月7日—），藝名寶兒/BabeBao，畢業於康寧護專。

## 經歷
寶兒在2008年以參加Channel V無敵青春克選秀節目的參賽者身分出道，當時在節目上的暱稱名為“笨寶”，因外型甜美可愛，其在節目表現亮眼，也是主持人和評審最看好的水水女孩，入選後表現優異，也在該節目一戰成名，拍出許多令評審驚艷的照片，是該節目的亮點，後來在節目最後一集拿下第四名成績。
隔年（2009年）參加《我猜》人不可貌相單元的天使系護校孝女選拔,備受網友關注，也在節目之後被華研國際音樂相中，並且去公司試唱，由於當時公司有意要栽培新的女子團體的計畫，但因為還尚未定案，因此也讓寶兒等待近三年多的時間，而期間寶兒也有參與外拍和廣告拍攝的活動，甚至在2012年參與電視劇《智勝鮮師》客串演出。
在公司定案要成立新的女子團體之後，於2011年加入華研國際音樂，與大元、洪詩、庭萱、宇珊所共組五人女子團體Popu Lady，並且正式將藝名定為“寶兒”，經過一年與團員合宿培訓，在2012年12月14日發行Popu Lady的首張寫真迷你專輯《一直一直愛》正式出道。
2018年，成員宇珊、寶兒參與大陸偶像選秀實境節目《創造101》錄製，但過了幾集後就和宇珊為保其他隊員而自願淘汰
2019年，寶兒發行首張個人EP《BabeBao2.0》，該EP為POPU LADY票選淘汰賽冠軍之獎品。
2020年，離開華研國際，隨後和其他兩名前Popu Lady成員宇珊及洪詩共組三人女子團體星期三，開啟專屬頻道星期三不無聊。
2024年，加入中華職棒富邦悍將啦啦隊Fubon Angels。
2025年1月20日參加 POPU 宇珊的YT頻道 與珊同行

## 啦啦隊經歷

### 棒球之啦啦隊
| 年份   | 隊伍名稱     | 備註                   |
| ------ | ------------ | ---------------------- |
| 2024－ | Fubon Angels | 中華職棒富邦悍將啦啦隊 |

### 籃球之啦啦隊
| 年份   | 隊伍名稱     | 備註               |
| ------ | ------------ | ------------------ |
| 2024－ | Fubon Angels | 臺北富邦勇士啦啦隊 |

## 音樂作品

### EP
| 作品 # | 作品資料                                              | 曲目                  |
| ------ | ----------------------------------------------------- | --------------------- |
| 1st    | 《BabeBao2.0》 - 發行日期：2019年4月18日 - 語言：國語 | 1. 隨便啦 2. 好想跟你 |

## 影視作品

### 電視劇
| 首播年分 | 播出頻道             | 電視劇名           | 角色         | 性質       |
| 2012年   | 中視                 | 《智勝鮮師》       | 吳涵雅       | 客串第8集  |
| 2016年   | 三立都會台、台視     | 《浮士德的微笑》   | 潘育男的同學 | 客串第19集 |
| 2017年   | 中視主頻、東森綜合台 | 《稍息立正我愛你》 | 依依         | 配角       |

### 電影
| 首播日期     | 電影名             | 角色   | 備註 |
| 2017年1月1日 | 《麥呆的劈腿日記》 | 彭雲雲 | 配角 |
| 2018年       | 《學長》           | 小芙   | 配角 |

### 固定綜藝
| 日期                    | 電視臺   | 節目名稱 | 備注   |
| 2018年4月21日 - 6月23日 | 騰訊視頻 | 創造101  | 參賽者 |

### 電視節目
| 播出日期                | 頻道             | 節目名稱                | 備註                           |
| ----------------------- | ---------------- | ----------------------- | ------------------------------ |
| 2019年9月7日至9月14日   | 中視、三立都會台 | 《綜藝玩很大》          | 日本福島 feat 大元 (Popu Lady) |
| 2021年4月18日至4月25日  | 中視             | 《飢餓遊戲 (電視節目)》 | 花蓮                           |
| 2021年11月27日至12月4日 | 中視、三立都會台 | 《綜藝玩很大》          | 高雄                           |
| 2022年2月1日            | 三立都會台       | 《綜藝大熱門》          |                                |
| 2022年4月14日           | 民視             | 《姊妹靚起來》          |                                |
| 2022年5月15日至5月21日  | 中視             | 《飢餓遊戲 (電視節目)》 | 台南                           |
| 2022年5 月22 日         | 東森綜合台       | 《全民星攻略》          | feat 劉宇珊                    |

## 主持作品

### 節目主持
| 播出日期                                                                                            | 頻道          | 節目名稱               | 備註                  |
| 2008年8月25日至2008年11月5日                                                                        | Channel V     | 《無敵青春克》         | 水水女孩: 第五名      |
| 2014年8月11日至2015年7月17日                                                                        | ONTV 東網電視 | 《東網 Pop U秀》       | 首個Popu Lady主持節目 |
| 2015年11月7日、12月5日、12月26日、2016年1月23日                                                     | TVBS歡樂台    | 《全球中文音樂榜上榜》 | 嘉賓主持              |
| 2017年1月13日、2月17日、2月24日、4月7日、4月28日至6月30日(逄星期五)、7月10至2018年2月26日(逄星期一) | ETNEWS新聞雲  | 《星光雲!RUN新聞》     | 網絡節目              |
| 2017年7月20日                                                                                       | ETNEWS新聞雲  | 《星光雲!CUE新聞》     | 網絡節目              |
| 2018年3月5日                                                                                        |               | 贏家定律_網路實境秀    | 網絡節目              |
| 2020年11月起                                                                                        | Youtube       | 《星期三不無聊》       | 網路節目              |
| |               | 《從零開始》           |                       |

### 大型活動主持
| 舉行日期       | 活動名稱                                 | 備註     |
| 2017年8月19日  | 《2017 ETNEWS 高校畢業歌網路直播發佈會》 | 與Kid    |
| 2017年12月17日 | 《2017 新北市歡樂耶誕城-巨星耶誕演唱會》 | 與黃子佼 |

## 廣告/代言
| 代言年份 | 產品/活動                                       | 備註                         |
| 2014年   | 「TOP Girl」運動品牌                            | 與大元、洪詩、庭萱、宇珊     |
| 2015年   | 「Heme」迪士尼公主誘惑專業彩妝組                |                              |
| 2017年   | 「Biore」日本玩美膚值PK活動代言-玩美膚值大使    | 與洪詩                       |
| 2017年   | 果微醺」一夜小旅行 活動廣告                     | 與大元                       |
| 2021年   | 老子有錢Online－七月尊榮禮 勞力士老幣福袋厚禮送 | 與林美秀、曾國城、洪詩、宇珊 |

## 公益活動/時尚周
無

## 外部連結
- 寶兒-吳昀廷的Facebook專頁
- 寶兒的Instagram帳戶
- 寶兒的新浪微博
- 星期三不無聊的Youtube頻道 （页面存档备份，存于）
- 寶兒 (Popu Lady)的Youtube頻道 （页面存档备份，存于）